# Бамбърг (окръг, Южна Каролина)
Окръг Бамбърг (на английски: Bamberg County) е окръг в щата Южна Каролина, Съединени американски щати. Площта му е 1023 km², а населението – 13 311 души (1 април 2020). Административен център е град Бамбърг.